# Erforsche mich, Gott, und erfahre mein Herz, BWV 136
Erforsche mich, Gott, und erfahre mein Herz (Procure-me, Deus, e conheça meu coração), BWV 136 é uma cantata de igreja de Johann Sebastian Bach. Bach compôs a cantata em 1723 em Leipzig para ser usada no oitavo domingo após a Domingo da Santíssima Trindade. Ele liderou a primeira apresentação em 18 de julho de 1723.
A obra faz parte do primeiro ciclo anual de cantatas eclesiásticas de Bach; começou a compor cantatas para todas as ocasiões do ano litúrgico, quando tomou posse como Thomaskantor em maio de 1723. A cantata é estruturada em seis movimentos: dois movimentos corais no início e no final enquadram uma sequência de recitativos e árias alternados. O movimento de abertura é baseado em um versículo do Salmo 139; o coral de encerramento em uma estrofe do hino de Johann Heermann "Wo soll ich fliehen hin". A cantata é composta por três solistas vocais (alto, tenor e baixo), um coro de quatro partes, corno, dois oboés, cordas e baixo contínuo.